# Mantorp
Mantorp – miejscowość (tätort) w Szwecji, w regionie administracyjnym (län) Östergötland, w gminie Mjölby.
Według danych Szwedzkiego Urzędu Statystycznego liczba ludności wyniosła: 3781 (31 grudnia 2015), 3903 (31 grudnia 2018) i 3948 (31 grudnia 2019).